# 너는 펫 (영화)
"너는 펫"은 2011년 11월 10일에 개봉된 장근석 김하늘 주연의 대한민국의 영화이다.

## 캐스팅

### 주요 인물
- 지은이 : 김하늘
- 강인호 : 장근석
- 차우성 : 류태준

### 주변 인물
- 이영은 : 정유미
- 지은수 : 최종훈
- 양영수 : 강하늘 - 강인호의 친구이자 뮤지컬 배우
- 김진아 : 강세정
- 민지민 : 차서원
- 유아영 : 이진희
- 서정민 : 배호근
- 김미성 : 강해인
- 유아영 딸 : 정하은
- 호텔직원 : 이석
- 김정석 : 김무경
- 조은나 : 김세온

### 특별출연
- 편집장 : 안길강
- 이민선 : 고우리
- 분수대 악단 : 프렐류드

## OST
너는 펫 OST에는 다음과 같은 곡이 있다.
- 네 이름은 모모
- Love Walk
- Shes Got Something
- Hey Girl
- Oh My Lady
- 너만 보여
- 내 맘대로